# Conophytum reconditum
Conophytum reconditum là một loài thực vật có hoa trong họ Phiên hạnh. Loài này được A.R.Mitch. mô tả khoa học đầu tiên năm 1984.